# 1929年のスポーツ

## 総合競技大会
- 第5回明治神宮体育大会（夏季 - 9月27日～30日、秋季 - 10月27日～11月3日）

## アメリカンフットボール
- NFL優勝:グリーンベイ・パッカーズ

## 大相撲
この年から、番付は東京場所ごとに発表することにして、2場所通算の成績で番付編成をすることになった。（東西の入れ替えも2場所の合算である）
幕内総合優勝
- 春（1月10日初日、両国国技館):東関脇 玉錦三右衛門（10勝1敗）
- 3月（3月14日初日、大阪市中之島）:西大関 豊國福馬（9勝2敗）
- 夏（5月16日初日、両国国技館）:東横綱 常ノ花寛市（10勝1敗）
- 9月（9月20日初日、名古屋市大池町）:東横綱 常ノ花寛市（8勝3敗）

優勝旗手
- 春:東関脇 玉錦三右エ門（10勝1敗）
- 3月:東関脇 玉錦三右エ門（9勝2敗）
- 夏:東関脇 玉錦三右エ門（9勝2敗）
- 9月:西前頭2枚目 朝潮供次郎（8勝3敗）

## 剣道・柔道
- 御大礼記念天覧武道大会（皇居内旧三の丸覆馬場及び済寧館・5月4日～5日）

## ゴルフ

### 世界4大大会（男子）
- 全米オープン優勝者：ボビー・ジョーンズ（アメリカ）
- 全英オープン優勝者：ウォルター・ヘーゲン（アメリカ）

［全米プロゴルフ優勝者：レオ・ディーゲル（アメリカ）］

## 自転車競技

### ロードレース
- 第17回ジロ・デ・イタリア
総合優勝：アルフレッド・ビンダ（イタリア）
- 第23回ツール・ド・フランス
総合優勝：モリス・ドゥワエル（ベルギー）

## テニス

### グランドスラム
- 全豪選手権　男子単優勝：コリン・グレゴリー（イギリス）、女子単優勝：ダフネ・アクハースト（オーストラリア）
- 全仏選手権　男子単優勝：ルネ・ラコステ（フランス）、女子単優勝：ヘレン・ウィルス（アメリカ）
- ウィンブルドン　男子単優勝：アンリ・コシェ（フランス）、女子単優勝：ヘレン・ウィルス（アメリカ）
- 全米選手権　男子単優勝：ビル・チルデン（アメリカ）、女子単優勝：ヘレン・ウィルス（アメリカ）

## 野球

### 日本

#### 東京六大学野球
- 春 - 明大野球部は米国遠征のため不参加。慶大が8勝1敗で優勝。
- 秋 - 早大が10勝1敗で優勝。

#### 高専野球
- 第6回全国高等専門学校野球大会決勝（阪神甲子園球場・7月28日）
  - 優勝：横浜高商　準優勝：第二高校

#### 中等野球
- 第6回選抜中等学校野球大会決勝（阪神甲子園球場・4月4日）
第一神港商業（兵庫県） 3-1 広陵中学（広島県）
- 第15回全国中等学校優勝野球大会決勝（阪神甲子園球場・8月20日）
広島商業（広島県） 3-0 海草中学（和歌山県）

### アメリカ大リーグ
- ワールドシリーズ
フィラデルフィア・アスレチックス（ア・リーグ） （4勝1敗） シカゴ・カブス（ナ・リーグ）

## 誕生
- 2月6日 - シクステン・イェルンベリ（スウェーデン、ノルディックスキー）
- 2月6日 - 大川慶次郎（東京都、競馬評論家、+1999年）
- 2月7日 - 貞永信義（山口県、陸上競技、+2003年）
- 2月15日 - グラハム・ヒル（イギリス、レーシングドライバー、+1975年）
- 3月19日 - 広瀬吉治（大阪府、野球）
- 4月10日 - マイク・ホーソーン（イギリス、レーシングドライバー、+1959年）
- 4月26日 - 鶴ヶ嶺昭男（鹿児島県、相撲、+2006年）
- 4月27日 - ニーナ・ロマシェコワ（ソビエト連邦、陸上競技）
- 6月2日 - ケン・マグレガー（オーストラリア、テニス、+2007年）
- 7月3日 - 斉藤一之（千葉県、野球、+1989年）
- 7月13日 - ダリル・スペンサー（アメリカ、野球）
- 7月19日 - ソフィア・ムラトワ（ソビエト連邦、体操）
- 7月28日 - 笹原正三（山形県、レスリング）
- 8月7日 - ドン・ラーセン（アメリカ、野球）
- 8月16日 - フリッツ・フォン・エリック（ドイツ、プロレス、+1997年）
- 8月27日 - エリザベータ・バグリアンツェワ（ソ連、陸上競技）
- 9月10日 - アーノルド・パーマー（アメリカ、ゴルフ）
- 9月17日 - スターリング・モス（イギリス、レーシングドライバー）
- 9月23日 - シャーンドル・コチシュ（ハンガリー、サッカー、+1979年）
- 10月22日 - レフ・ヤシン（ソビエト連邦、サッカー、+1990年）
- 11月10日 - 岡仁詩（大阪府、ラグビー、+2007年）
- 11月11日 - 清水貢（奈良県、野球）
- 11月13日 - 朝潮太郎（鹿児島県、相撲、+1988年）
- 12月28日 - ゴードン・ソーチャック（カナダ、アイスホッケー）

## 死去
- 1月24日 - ウィルフレッド・バデリー（イギリス、テニス、*1872年）
- 2月14日 - トーマス・バーク（アメリカ、陸上競技、*1875年）